# Хосе Луїс Паломіно
Хосе Луїс Паломіно (ісп. José Luis Palomino, нар. 5 січня 1990, Сан-Мігель-де-Тукуман) — аргентинський футболіст, центральний захисник італійського клубу «Аталанта».

## Ігрова кар'єра
У дорослому футболі дебютував 2009 року виступами за команду клубу «Сан-Лоренсо», в якій провів чотири сезони, взявши участь у 44 матчах чемпіонату. Згодом протягом сезону грав за «Архентінос Хуніорс».
2014 року перебрався до Європи, ставши гравцем французького «Меца», якому не допоміг зберегти місце у Лізі 1 і сезон 2105/16 провів у його складі в Лізі 2.
2016 року став гравцем болгарського клубу «Лудогорець». Був одним з основних центральних захисників команди, яка в сезоні 2016/17 стала чемпіоном Болгарії.
У червні 2017 року за 4 мільйони євро перебрався до італійської «Аталанти», де також відразу ж став основним центральним оборонцем.

## Титули і досягнення
- Чемпіон Болгарії (1):

«Лудогорець»: 2016/17
- Переможець Ліги Європи УЄФА (1):

«Аталанта»: 2023/24